# Luperina ferrago
Luperina ferrago là một loài bướm đêm trong họ Noctuidae.